# MASCARET (logiciel)
Pour les articles homonymes, voir Mascaret (homonymie).
MASCARET,, est un logiciel libre de simulation numérique en mécanique des fluides 1D, développé dans le cadre du consortium TELEMAC-MASCARET, historiquement par le Laboratoire national d'hydraulique et environnement (LNHE) du service R&D d'EDF ainsi que d'autres partenaires. Ce logiciel fait partie de la suite  de logiciels open TELEMAC-MASCARET.

## Présentation
Pour faciliter son utilisation, MASCARET possède différentes IHM. 
- Historiquement, FUDAA-MASCARET écrite en java sous la licence libre GPL v2 (IHM du code de calcul issue du projet FUDAA), qui n'est désormais plus maintenu.

- Depuis les années 2020, le plugin QGis Mascaret qui permet la géolocalisation du modèle, mais ne couvre pas pour l'instant les fonctionnalités liées à la qualité d'eau et au transport sédimentaire.

Mascaret un code de modélisation hydraulique monodimensionnelle à surface libre, basé sur les équations de Saint-Venant dont le cœur du système est codé en Fortran 90.
Il permet d'effectuer des calculs pour des écoulements aussi bien fluviaux que transcritiques, en régime permanent ou non permanent.
Ainsi son champ d'application couvre de nombreux cas d'études comme :
- les propagations de crues et modélisations des champs d’inondations ;
- les ondes de submersion résultant de rupture d’ouvrages hydrauliques ;
- les régulations de rivières et les propagations d’onde dans les canaux (intumescences, éclusées, mise en eau).

Simulation de rupture d'un barrage avec MASCARET.

Un module de qualité d'eau (TRACER) et un module de transport solide sédimentaire (MASCAPA) sont intégrés au logiciel.
Une nouvelle version est diffusée environ une fois par an.
MASCARET est un logiciel complexe, dont la réalisation a débuté il y a plus de vingt ans, pour répondre aux besoins internes d'EDF et du CEREMA (Centre d'études et d'expertise sur les risques, l'environnement, la mobilité et l'aménagement). 
Ils sont copropriétaires du logiciel depuis le début.
Il est fourni en tant que logiciel libre sous la licence GPL v3 depuis juillet 2011.